# Kurt Diemberger
Kurt Diemberger (Villach, 16 marzo 1932) è un alpinista austriaco.
Vincitore nel 2013 del Piolet d'Or alla carriera, massima onorificenza internazionale nel mondo della montagna, primo uomo a scalare il Dhaulagiri I, settima vetta più alta al mondo, e unico alpinista, insieme ad Hermann Buhl, ad aver scalato due ottomila in prima assoluta.

## Biografia

### Prime ascensioni e primi ottomila
Nel settembre del 1956 effettuò la sua prima grande impresa, salendo la parete nord del Gran Zebrù, una montagna nel gruppo dell'Ortles. L'impresa suscitò scalpore nel mondo alpinistico perché Diemberger fu il primo uomo a riuscire a superare la famosa meringa di ghiaccio, un'enorme cornice di neve e ghiaccio che sporgeva dalla vetta. Sempre nello stesso anno, aprì una variante di notevole interesse alla via dei Francesi sulla famosa parete est del Monte Rosa a Macugnaga.
Il 9 giugno 1957, con una spedizione del Club Alpino Austriaco effettuò la prima salita al Broad Peak in Karakorum. La salita al Broad Peak fu portata a termine in stile alpino, senza bombole d'ossigeno e senza portatori d'alta quota. Arrivato in vetta, iniziò il ritorno, ma subito dopo tornò in vetta una seconda volta con il compagno Hermann Buhl, che era rimasto attardato. Pochi giorni dopo, con Buhl, tentò di salire il vicino Chogolisa, dovendo però ritirarsi per il maltempo. Durante il ritorno, Buhl precipitò per il crollo di una cornice nevosa. Diemberger riuscì a fatica a riguadagnare il campo base da solo. In seguito gli altri compagni di spedizione, Marcus Schmuck e Fritz Wintersteller, accusarono Diemberger di essere stato la causa della morte di Buhl, accusa che Diemberger ha sempre respinto.
Nel 1960, con un'altra spedizione del Club Alpino Austriaco, compì la prima ascensione del Dhaulagiri I. All'inizio degli anni sessanta, Kurt Diemberger divenne una guida alpina ed esercitò quest'attività sul Monte Bianco. Nell'agosto del 1963, insieme alla moglie Tona Sironi, Diemberger rimase bloccato da una violenta tempesta per 4 giorni sulla cresta sud dell'Aiguille Noire. Tona fu colpita da un fulmine e riportò diverse ustioni. Alla fine vennero salvati da Walter Bonatti, Gigi Panei, Cosimo Zappelli, Roberto Gallieni e Giorgio Bertone. Diemberger partecipò poi ad altre spedizioni alpinistiche ed esplorative in Himalaya, come la spedizione del 1967 nella regione dell'Hindukush, durante la quale raggiunse la vetta del Tirich Mir (7708 m), e la spedizione allo Shartse nel 1974.

### Cinema
Verso la fine degli anni sessanta Diemberger intraprese una nuova carriera come cineoperatore e documentarista d'alta quota. L'occasione fu un incontro con Mario Allegri, già compagno di Walter Bonatti in Sud America, che lo assunse per girare dei documentari in Perù. Successivamente, Diemberger si specializzò in riprese ad alta quota, accompagnando, tra l'altro, la spedizione francese all'Everest del 1978.
Nel 1976 incontrò Julie Tullis ed i due presto divennero partner professionali, formando quello che venne definito Il film team più alto del mondo. Insieme, i due realizzarono documentari su alcune delle maggiori vette del pianeta, fino al 1986. Il suo film K2 - Sogno e destino, nel quale racconta la spedizione al K2 del 1986, ha vinto il premio Genziana d'oro al Festival internazionale film della montagna di Trento del 1989.

### Gli altri ottomila
Nel 1978, nonostante i consigli in senso contrario di alcuni colleghi (tra cui il suo capospedizione del 1957, Marcus Schmuck), Diemberger si accinse a salire altri ottomila.
Sempre nel 1978 scalò il Makalu e l'Everest, e nel 1979 il Gasherbrum II. Nel 1984 lui e Julie Tullis organizzarono una spedizione al K2, non riuscendo però a raggiungerne la vetta; essendo in zona, decisero di salire il Broad Peak, di cui raggiunsero la vetta in quattro giorni.

### K2, 1986
Nel 1986 un'altra tragedia lo coinvolse, durante una spedizione al K2. Il 4 agosto, Diemberger e la sua compagna Julie Tullis partirono dal campo IV per raggiungere la vetta. Riuscirono a raggiungere la sommità, ma ad un'ora già avanzata. Poco dopo l'inizio della discesa Julie scivolò trascinando con sé Diemberger. Fortunatamente i due riuscirono a fermarsi, ma furono costretti a trascorrere la notte in un bivacco ad oltre 8.000 metri. Il giorno seguente riuscirono a raggiungere il campo IV, dove però furono costretti a rifugiarsi in una tenda con altri cinque alpinisti che erano stati sorpresi da una violenta bufera. Il bivacco forzato si rivelò fatale per Julie, deceduta durante la notte seguente probabilmente per edema cerebrale.
Dopo alcuni giorni, i superstiti tentarono la discesa, ma furono costretti a lasciare al campo IV il compagno Alan Rouse: l'alpinista britannico infatti non era in grado di muoversi da solo ed i compagni erano a loro volta troppo deboli per poterlo aiutare. Dei cinque alpinisti partiti dal campo IV, solo Diemberger ed un altro alpinista, Willi Bauer, riuscirono ad arrivare al campo base, in pessime condizioni di salute e con numerosi congelamenti. A causa dei congelamenti, Diemberger subì l'amputazione di alcune falangi della mano destra e dei piedi.
Dopo il suo ritorno, Diemberger venne criticato dalla stampa inglese per aver lasciato Alan Rouse al campo IV durante la discesa; il comportamento suo e dei suoi compagni fu però difeso dall'alpinista e documentarista Jim Curran, presente in luogo, come l'unico comportamento possibile in quella situazione.

### Tempi recenti
La sua attività non si è limitata all'alpinismo, ma ha visto anche spedizioni nel deserto ed ai poli. Ancora oggi, è attivo in tutti questi campi. Diemberger ha abitato per lungo tempo a Salisburgo; in seguito si è trasferito vicino a Bologna (Monte San Pietro), in Italia, dove vive con la moglie Teresa ed il figlio Igor. Ad oggi, è un apprezzato conferenziere e autore di molti libri e film sulle montagne.

## Libri
- Il settimo senso, Alpine Studio, 2012, ISBN 9788896822418
- Danzare sulla corda. Storie della mia vita., Corbaccio, 2009, ISBN 9788879729451
- Passi verso l'ignoto. Dal K2 all'Amazzonia. Le avventure di uno dei più grandi alpinisti viventi, Corbaccio, 2005, ISBN 9788879727365
- K2. Una sfida ai confini del cielo (con Roberto Mantovani), White Star, 2004, ISBN 9788854001152
- K2 il nodo infinito. Sogno e destino, Corbaccio, 2000, ISBN 9788879724425
- Tibet. Il tetto del mondo fra passato e presente (con Maria Antonia Sironi), White Star, 1999, ISBN 9788880953555
- Gli spiriti dell'aria, Vivalda, 1997, ISBN 9788878081307